# Geert Schipper
Geert Schipper (Spanbroek, 20 september 1977), is een Nederlands triatleet en heeft deelgenomen aan de Paralympische Zomerspelen 2016, Paralympische Zomerspelen 2020 en Paralympische Zomerspelen 2024, waarbij Schipper één zilveren en één bronzen medaille heeft gewonnen. Daarnaast is Schippers de eerste mindervalide die het IJsselmeer heeft overgestoken. Sinds 2022 heeft Schipper het werelduurrecord wielrennen op zijn naam geschreven door 47.289 meter in één uur op de wielerbaan te rijden in het Sportpaleis Alkmaar.

## Levensloop
Door een vliegtuigongeluk in 2004 liep Geert Schipper een incomplete dwarslaesie op.
Met 47.289 meter verpulverde Schipper het werelduurrecord. "Ik voel mij prima. Ik heb alleen slecht geslapen", Het oude record was in handen van Jetze Plat met 44.749 meter. Schippers legde tien rondes meer af dan Plat in het Sportpaleis Alkmaar.

## Palmares[2]

### PTS2
- 2016:  Wereldkampioenschap, Rotterdam - 01:24:49
- 2016:  Nederlands kampioenschap, Zwolle - 01:16:26
- 2017: 4e ITU W